# Villa Olímpica
Una villa olímpica es una instalación creada para albergar a los atletas que van a participar en unos juegos olímpicos. Una villa olímpica está conformada por instalaciones en las que los atletas pueden vivir, alimentarse y entrenar. En ocasiones incorpora también peluquería, centros comerciales, café internet y otras comodidades.

## Historia

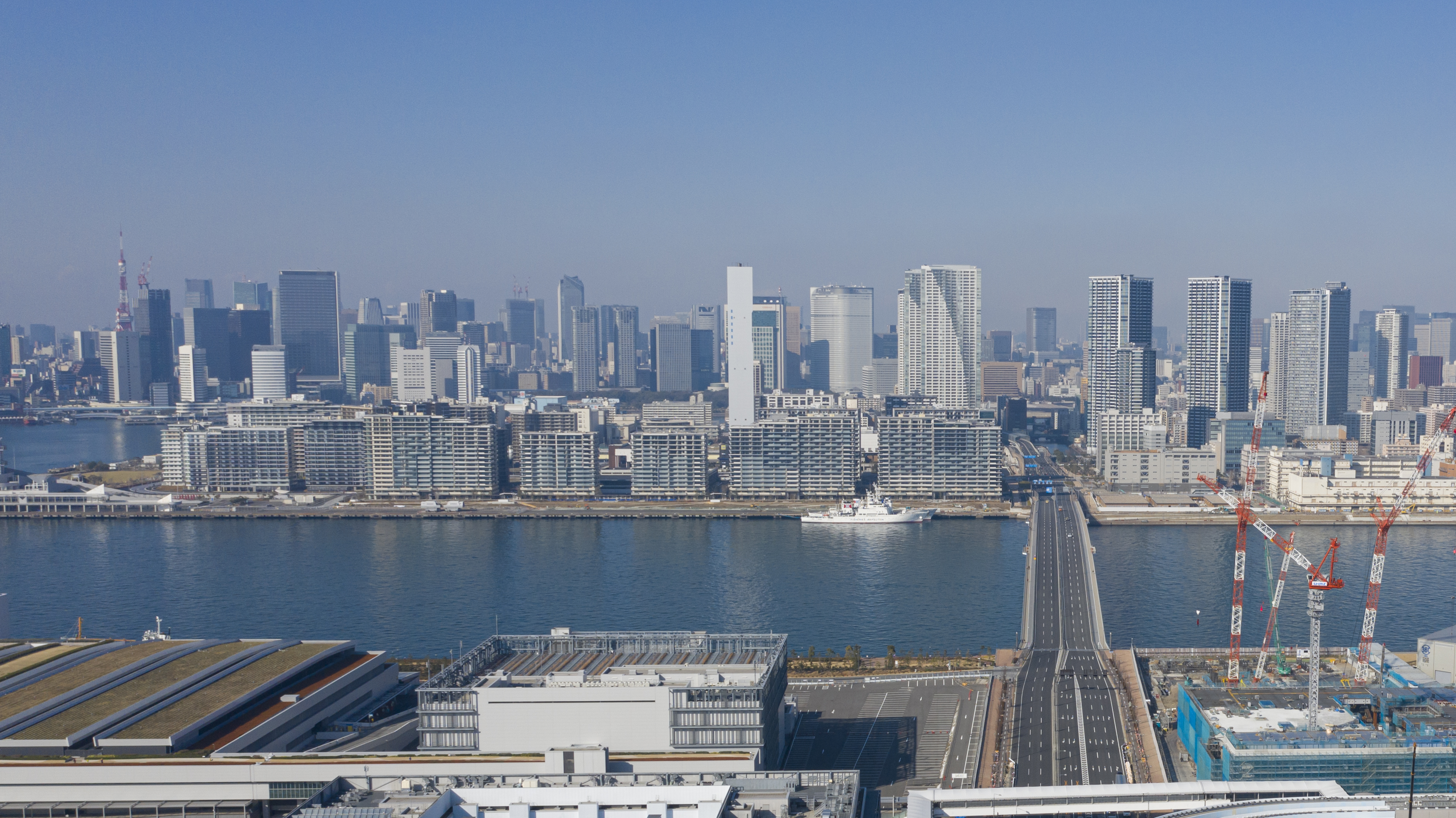
Villa olímpica de Tokio (2020).

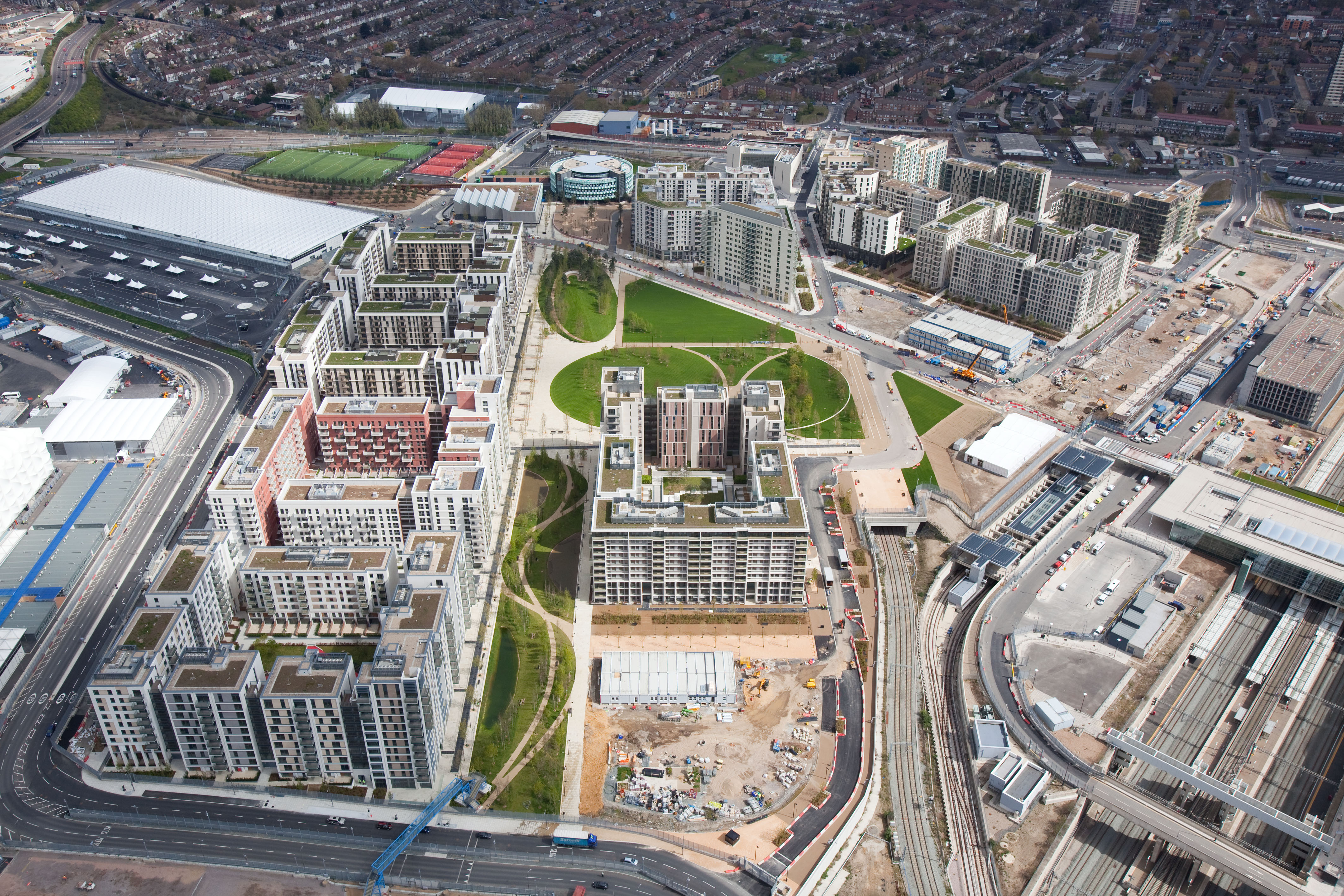
Villa olímpica de Londres (2012).

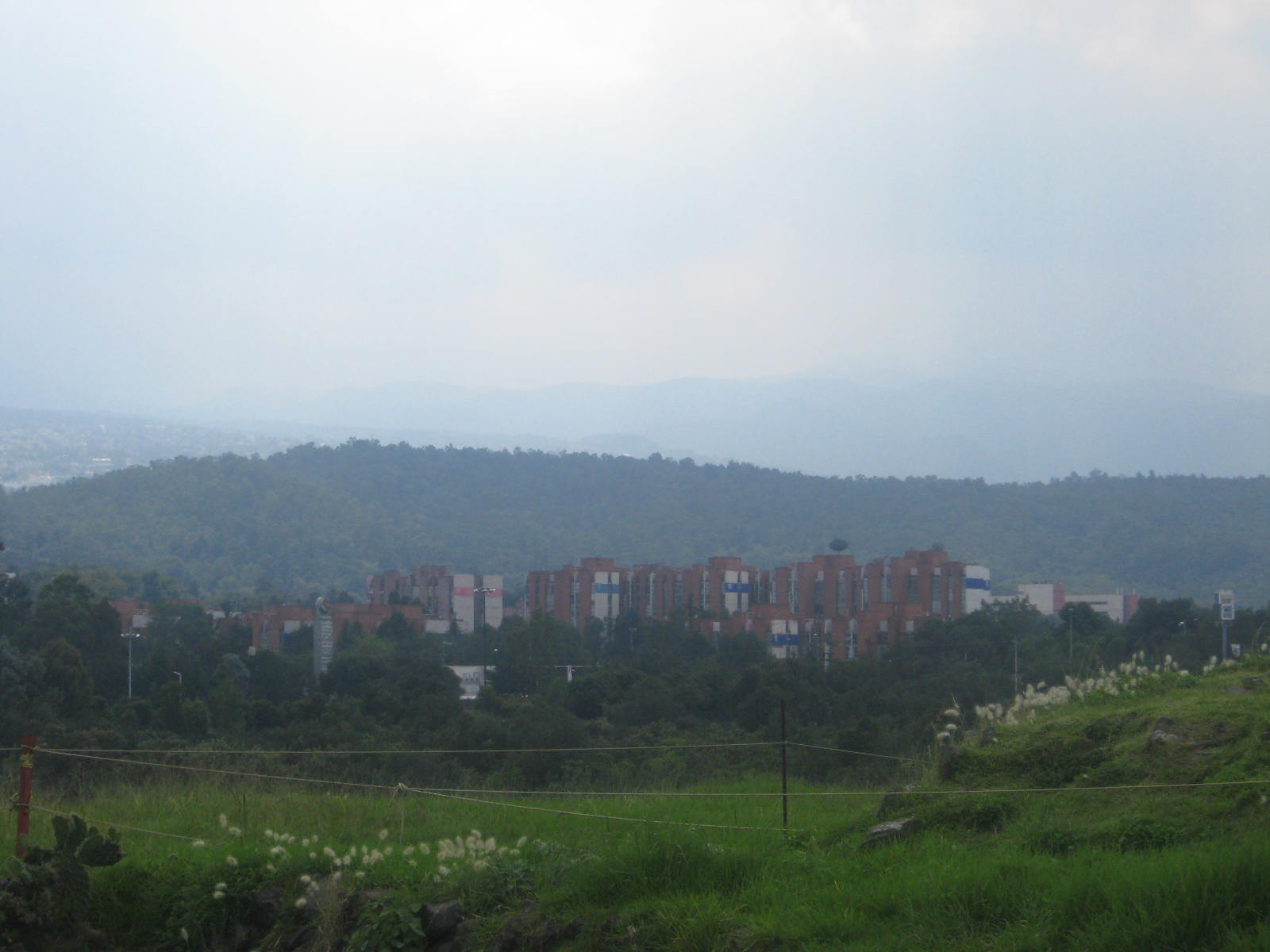
Vista de la Villa Olímpica de la Ciudad de México.

Hasta los Juegos Olímpicos de 1924 los comités olímpicos de cada país participante tenían que alquilar propiedades cerca de la ciudad anfitriona, en los mismos juegos de 1924 se construyeron cabinas cerca del Stade Olympique de Colombes para que los atletas tardaran menos tiempo en llegar al estadio, en los Juegos Olímpicos de Berlín 1936 surgió la villa olímpica que se tiene como base de las del día de hoy, esta villa olímpica consistía en un grupo de edificios que tenía algunos cuartos para alojar a los atletas y otros edificios para albergar los materias primas necesarias para los juegos.
En algunas oportunidades, el concepto se utiliza también para denominar villas construidas en el contexto de actividades deportivas internacionales en una ciudad, no necesariamente siendo juegos olímpicos. Un ejemplo de esto es la villa olímpica de Santiago en Chile, construida por el Mundial de Fútbol de 1962.

## Lista de algunas villas olímpicas
- Atenas 1906: El Zappeion fue usado en los Juegos Olímpicos de 1896 como sede de los enfrentamientos de Esgrima, en los Juegos Olímpicos de 1906 fue usado como villa olímpica.

- Los Ángeles 1932: Se construyó la primera villa olímpica que estaba localizada en Baldwin Hills, en las afueras de Los Ángeles. Fue construida para atletas masculinos, contaba con una oficina postal, una de telégrafos, un Anfiteatro, un Hospital, un Departamento de Bomberos y un Banco. Las atletas femeninas fueron hospedadas en el Chapman Park Hotel.

- Berlín 1936: Cerca de 145 habitaciones en edificios de uno y dos pisos, la villa olímpica tenía un Teatro, una Arena Deportiva, un Hospital, una Alberca y un Sauna, la villa se localizaba acerca de 6 Millas al oeste de Berlín.

- Melbourne 1956: Fue la primera vez que se hizo referencia a esta construcción como Villa Olímpica, esta villa incluía un Centro Deportivo, una Escuela Primaria y Tiendas conformaban la villa.

- Squaw Valley 1960: Se construyeron 4 edificios idénticos de 3 pisos cada una, dos de los edificios siguen en pie y fueron acondicionados como condominios.

- México 1968: (página principal Villa Olímpica (Ciudad de México)).

- Múnich 1972: Se construyeron varios edificios de 25, 22, 20, 19, 16, 15 y 12 plantas. Véase también: Masacre de Múnich.

- Lake Placid 1980: Los atletas fueron hospedados en una prisión que fue recién construida.

- Moscú 1980: Se construyeron 18 edificios con 16 plantas cada uno.

- Los Ángeles 1984: Los atletas se hospedaron en la UCLA, USC y la UCSB.

- Calgary 1988: Fueron construidos edificios que ahora forman parte del conjunto residencial Cougar Ridge.

- Barcelona 1992: Véase (Villa Olímpica de Barcelona)

- Atlanta 1996: Fueron utilizadas las instalaciones del Instituto Tecnológico de Georgia y la Universidad del Estado de Georgia.

- Sídney 2000: Fue creado en nuevo suburbio Newington

- Atenas 2004: Fue construido un suburbio que tenía edificios de 4 a 5 plantas, el suburbio fue creado en el área parnitha que se localiza al noroeste de Atenas.

- Turín 2006: La villa se localizaba en las ciudades de Bardonecchia, Sestriere y Turín.

- Pekín 2008: Véase (Villa Olímpica de Pekín)

- Vancouver 2010: Véase (Villa Olímpica de Vancouver)

- Londres 2012: véase (Londres 2012#Villa_Olímpica)

- Sochi 2014.[actualizar]

- Río 2016.[actualizar]

- Pieonchang 2018.[actualizar]

- Tokio 2020. La villa localizada en Harumi Futō (晴海 埠頭), en el distrito Harumi (晴海) de Chūō (Tokio)

- París 2024. La villa se localizaba al norte del distrito comercial central de París, en las comunas de Saint-Denis, L'Île-Saint-Denis y Saint-Ouen-sur-Seine.
- Los Ángeles 2028: Los atletas se hospedaran en la UCLA